# Campeonato Europeu de Halterofilismo de 1950
O 30º Campeonato Europeu de Halterofilismo foi realizado em conjunto com o Campeonato Mundial de Halterofilismo de 1950 na cidade de Paris, na França entre 13 a 15 de outubro de 1950. Foram disputadas seis categorias.

## Medalhistas
| Evento                | Ouro                                  | Ouro     | Prata                        | Prata    | Bronze                    | Bronze   |
| --------------------- | ------------------------------------- | -------- | ---------------------------- | -------- | ------------------------- | -------- |
| Galo (56 kg)          | Rafael Chimishkian · União Soviética  | 305,0 kg | Gunnar Olafsson · Suécia     | 275,0 kg | Marcel Thévenet · França  | 272,5 kg |
| Pena (60 kg)          | Yevgueni Lopatin · União Soviética    | 317,5 kg | Julian Creus · Reino Unido   | 305,0 kg | Einar Ericsson · Suécia   | 295,0 kg |
| Leve (67,5 kg)        | Vladimir Svetilko · União Soviética   | 347,5 kg | André Le Guillerm · França   | 322,5 kg | Ermanno Pignatti · Itália | 307,5 kg |
| Médio (75 kg)         | Vladimir Pushkariov · União Soviética | 385,0 kg | Lauri Kinnunen · Suécia      | 357,5 kg | André Dochy · França      | 350,0 kg |
| Meio-pesado (82,5 kg) | Arkadi Vorobiov · União Soviética     | 420,0 kg | Leif Nilsson · Suécia        | 357,5 kg | Ernest Roe · Reino Unido  | 357,5 kg |
| Pesado (+ 82,5 kg)    | Yakov Kutsenko · União Soviética      | 422,5 kg | Melvin Barnett · Reino Unido | 400,0 kg | Lage Andersson · Suécia   | 392,5 kg |

## Quadro de medalhas
| Ordem | País            | Medalha de ouro | Medalha de prata | Medalha de bronze | Total |
| ----- | --------------- | --------------- | ---------------- | ----------------- | ----- |
| 1     | União Soviética | 6               | 0                | 0                 | 6     |
| 2     | Suécia          | 0               | 3                | 2                 | 5     |
| 3     | Reino Unido     | 0               | 2                | 1                 | 3     |
| 4     | França          | 0               | 1                | 2                 | 3     |
| 5     | Itália          | 0               | 0                | 1                 | 1     |
| 6     | Bélgica         | 0               | 1                | 1                 | 2     |
| Total | Total           | 6               | 6                | 6                 | 18    |